# Love Songs (Destiny's Child)
Love Songs è il terzo greatest hits del gruppo statunitense R&B delle Destiny's Child, pubblicato a gennaio del 2013 per la Columbia Records.

## Tracce
1. Cater 2 U – 4:05 (Beyoncé Knowles, Kelly Rowland, Michelle Williams, Rodney "Darkchild" Jerkins, Ric Rude, Robert Waller)
2. Killing Time – 5:07 (Taura Stinson, Dwayne Wiggins)
3. Second Nature – 5:08 (Kymberli Armstrong, Ronald Isley, Marvin Isley, Ernie Isley, O'Kelly Isley Jr., Chris Jasper, Terry T.)
4. Heaven (Kelly Rowland solo) – 3:59 (Alonzo Jackson, T. "Aura" Jackson, Kelly Rowland, Todd Mushaw)
5. Now That She's Gone – 5:33 (Ken "K-Fam" Fambro, Donnie "D-Mayor" Boynton, Tara Geter, Latrelle Simmons, Aleese Simmons)
6. Brown Eyes – 4:33 (Beyoncé Knowles, Walter Afanasieff)
7. If – 4:15 (Beyoncé Knowles, Kelly Rowland, Michelle Williams, Dana Stinson, Marvin Yancy, Big Drawers, Charles Jackson)
8. Emotion – 3:55 (Barry Gibb, Robin Gibb)
9. If You Leave (feat. Next) – 4:33 (Nycolia Turman, Robert L. Huggar, Chad "Dr. Cuess" Elliott, Oshea Hunter)
10. T-Shirt – 4:39 (Beyoncé Knowles, Kelly Rowland, Michelle Williams, Angela Beyincé, Vidal Davis, Sean Garrett, Andre Harris)
11. Temptation – 4:03 (Dwayne Wiggins, Carl Wheeler, Anthony Ray, Beyoncé Knowles, LeToya Luckett, LaTavia Roberson, Kelly Rowland)
12. Say My Name (Timbaland Remix feat. Static) – 5:00 (Rodney Jerkins, Fred Jerkins III, LaShawn Daniels, Beyoncé Knowles, LeToya Luckett, LaTavia Roberson, Kelly Rowland)
13. Love – 4:29 (Beyoncé Knowles, Kelly Rowland, Michelle Williams, Erron Williams)
14. Nuclear – 3:56 (Pharrell Williams, James Fauntleroy, Michelle Williams, J. "Lonny" Bereal)